# 魯瓦亞河
魯瓦亞河（法語：Roya，法語發音：[ʁwaja]）是歐洲的河流，流經法國和意大利，河道全長59公里，流域面積660平方公里，發源自唐德，最終在文蒂米利亚注入地中海。

## 外部連結
- http://www.geoportail.fr （页面存档备份，存于）
- The Roya at the Sandre database （页面存档备份，存于）